# Marc Fulvi Flac (cònsol segle III aC)
Marc Fulvi Flac (en llatí: Marcus Fulvius Q. F. M. N. Flaccus) va ser un magistrat romà del segle iii aC.
Va ser elegit cònsol de Roma juntament amb Appi Claudi Caudex l'any 264 aC, quan va esclatar la Primera Guerra Púnica. En aquest consolat es van fer els primers jocs de gladiadors a Roma,que es van celebrar al Forum Boarium.